# Алст
Алст (хол. Aalst) је општина у Белгији у региону Фландрија у покрајини Источна Фландрија. Према процени из 2014. у општини је живело 83.347 становника.

## Становништво
Према процени, у општини је 1. јануара 2015. живело 83.709 становника.
| 1984. | 2000. | 2010. | 2015. |
| ----- | ----- | ----- | ----- |
| 77767 | 76313 | 80043 | 83709 |

## Партнерски градови
- Габрово